# دائرة بني حواء
دائرة بني حواء إحدى دوائر ولاية الشلف عاصمتها بني حواء. وتضم كل من بلديات بني حواء – بريرة – وادي قوسين.